# KNM Thor Heyerdahl
Le KNM Thor Heyerdahl (F314) est la cinquième et dernière frégate de la classe Nansen dans la Marine royale norvégienne. Elle est admise au service actif en février 2011 et spécialisée dans la lutte antiaérienne et antinavire. Son port d'attache est Håkonsvern, près de Bergen dans le comté de Hordaland.

## Caractéristiques

### Navigation

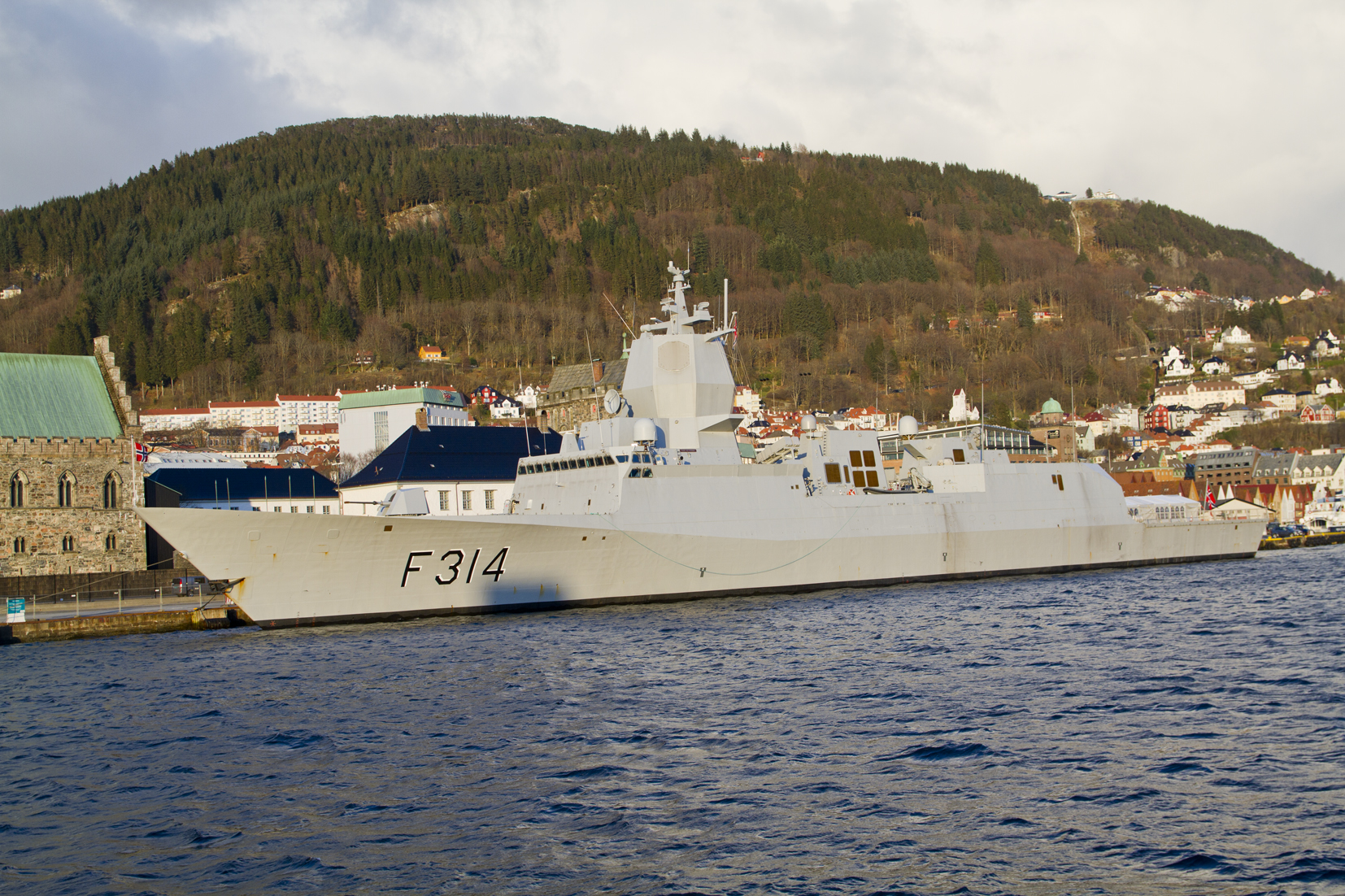
Le KNM Thor Heyerdahl à Vågen/Bergen en 2012.

Long de 134 mètres et affichant un déplacement de 5 290 tonnes en charge, le KNM Thor Heyerdahl est armé par 120 marins (pouvant aller jusqu'à 146) et peut atteindre la vitesse de 27 nœuds grâce à ses turbines à gaz. 

### Armement
La frégate est dotée de soixante-quatre missiles antiaériens RIM-162 ESSM (soit le double des autres navires de sa classe), de huit missiles antinavires Naval Strike Missile, d'un canon Otobreda de calibre 76 mm, de trois tourelleaux Sea Protector armées de mitrailleuses Browning M2, de quatre tubes lance-torpilles Sting Ray et de deux canons à son. 
L’équipement électronique comprend notamment le système de combat Aegis avec un radar à quatre faces planes SPY-1F américain, un sonar de coque et un sonar remorqué (Captas 2) pour la lutte anti-sous-marine. 
Elle embarque un hélicoptère NH90.

## Construction
Le navire doit son nom à l'anthropologue et navigateur norvégien Thor Heyerdahl. Les cinq navires de la classe Nansen sont construits de 2003 à 2009 à Ferrol en Espagne par la société Navantia et leur port d'attache est Håkonsvern. Les sister-ships du KNM Thor Heyerdahl sont le KNM Fridtjof Nansen, le KNM Roald Amundsen, le KNM Otto Sverdrup et le KNM Helge Ingstad.
Le coût total du « programme Nansen » est d'environ 21 milliards de couronnes norvégiennes soit 4 milliards par navire (ou environ 300 millions d'euros l'unité).